# リノ・エーシズ
リノ・エーシズ（英語:Reno Aces, 略称: REN）は、アメリカ合衆国ネバダ州リノに本拠地を置くマイナーリーグの野球チーム。メジャーリーグのアリゾナ・ダイヤモンドバックス傘下AAA級チームでパシフィックコーストリーグ西地区に所属している。
本拠地球場のエーシズ・ボールパークは標高1300m超える乾燥地帯に位置し、北米有数の打者天国として知られる。

## 球団の歴史

### ツーソン時代（1969年 - 2008年）
1969年にAAA級であるパシフィックコーストリーグに加盟する「ツーソン・トロス」が創設された。この球団は、1998年までツーソンでプレーした。 
1998年のMLBエクスパンションにより、アリゾナ・ダイヤモンドバックスとタンパベイ・デビルレイズが加わった。ダイヤモンドバックスと本拠地が重複したフェニックス・ファイアーバーズはツーソンに移転し、1997年にツーソン・トロスとなった。これに伴い、前項で述べたツーソン・トロスはフレズノに移転し、フレズノ・グリズリーズとなった。しかし、球団関係者の多くは新しいツーソン・トロスに残った。1年後に新しいツーソン・トロスはダイヤモンドバックスのAAA級傘下である「ツーソン・サイドワインダーズ」となった。

### リノ移転後（2009年 - ）
ファンの間ではゴールデンベースボールリーグ所属のリノ・シルバーソックスの名前を引き継ぐべきだという意見があったが、シルバーソックスがアリゾナ州のユマへ移転し名前を引き継ぐ可能性があったため、「リノ・エーシズ」と名乗った（その後シルバーソックスはツーソンに移転し、ツーソン・トロズとなった）。初代監督にブレット・バトラーが就任した。

## 選手名鑑

### 現役選手
| 投手 - 55 オースティン・アダムス (Austin Adams) - 41 ジェフ・ベイン (Jeff Bain) - 97 ジェシー・ビドル (Jesse Biddle) - 70 オースティン・ブライス (Austin Brice) - 54 ウンベル・カステジャノス (Humberto Castellanos) - 46 サム・クレイ (Sam Clay) - 32 ステファン・クライトン (Stefan Crichton) - 43 ジェウリス・ファミリア (Jeurys Famillia) - 35 タイラー・ファーガソン (Tyler Ferguson) - 49 タイラー・ギルバート (Tyler Gilbert) - 33 ヤンデル・グスターブ (Jandel Gustave) - 68 ライアン・ヘンドリックス (Ryan Hendrix) - 63 ジャスティン・マルティネス (Justin Martinez)* - 20 デイニ・オリベロ (Deyni Olivero) - 60 ミシェル・オタネス (Michel Otanez) - 12 ブランドン・ファート (Brandon Pfaadt) - 93 テイラー・ラシ (Taylor Rashi) - 34 ブレイク・ロジャース (Blake Rogers) - 89 ピーター・ソロモン (Peter Solomon) - 18 ミッチェル・スタンポ (Mitchell Stumpo) - 45 ブレイク・ワークマン (Blake Workman) - -- タイラー・ズーバー (Tyler Zuber) | 投手 - 55 オースティン・アダムス (Austin Adams) - 41 ジェフ・ベイン (Jeff Bain) - 97 ジェシー・ビドル (Jesse Biddle) - 70 オースティン・ブライス (Austin Brice) - 54 ウンベル・カステジャノス (Humberto Castellanos) - 46 サム・クレイ (Sam Clay) - 32 ステファン・クライトン (Stefan Crichton) - 43 ジェウリス・ファミリア (Jeurys Famillia) - 35 タイラー・ファーガソン (Tyler Ferguson) - 49 タイラー・ギルバート (Tyler Gilbert) - 33 ヤンデル・グスターブ (Jandel Gustave) - 68 ライアン・ヘンドリックス (Ryan Hendrix) - 63 ジャスティン・マルティネス (Justin Martinez)* - 20 デイニ・オリベロ (Deyni Olivero) - 60 ミシェル・オタネス (Michel Otanez) - 12 ブランドン・ファート (Brandon Pfaadt) - 93 テイラー・ラシ (Taylor Rashi) - 34 ブレイク・ロジャース (Blake Rogers) - 89 ピーター・ソロモン (Peter Solomon) - 18 ミッチェル・スタンポ (Mitchell Stumpo) - 45 ブレイク・ワークマン (Blake Workman) - -- タイラー・ズーバー (Tyler Zuber) | 捕手 - 9 フアン・センテノ (Juan Centeno) - 27 ドミニク・ミログリオ (Dominic Miroglio) - 41 アリ・サンチェス (Ali Sanchez) 内野手 - 62 ブレイズ・アレクサンダー (Blaze Alexander)* - 5 ジャンカルロス・シントロン (Jancarlos Cintron) - 1 カムデン・ドゥゼナック (Camden Duzenack) - 86 フィリップ・エバンス (Phillip Evans) - 96 P.J. ヒギンス (P.J. Higgins) - 16 バディ・ケネディ (Buddy Kennedy) - -- ケビン・ビクーニャ (Kevin Vicuna) 外野手 - 81 ホルヘ・バローサ (Jorge Barrosa)* - 6 ドミニク・カンツォーン (Dominic Canzone) - 79 ドミニク・フレッチャー (Dominic Fletcher)* | 捕手 - 9 フアン・センテノ (Juan Centeno) - 27 ドミニク・ミログリオ (Dominic Miroglio) - 41 アリ・サンチェス (Ali Sanchez) 内野手 - 62 ブレイズ・アレクサンダー (Blaze Alexander)* - 5 ジャンカルロス・シントロン (Jancarlos Cintron) - 1 カムデン・ドゥゼナック (Camden Duzenack) - 86 フィリップ・エバンス (Phillip Evans) - 96 P.J. ヒギンス (P.J. Higgins) - 16 バディ・ケネディ (Buddy Kennedy) - -- ケビン・ビクーニャ (Kevin Vicuna) 外野手 - 81 ホルヘ・バローサ (Jorge Barrosa)* - 6 ドミニク・カンツォーン (Dominic Canzone) - 79 ドミニク・フレッチャー (Dominic Fletcher)* |
| * 40人ロースター 2023年3月14日更新 [公式サイト(英語)より：ロースター 選手の移籍・故障情報] | | | |

### 過去の主な所属選手
- ラスティ・ライアル
- ジョーダン・ノルベルト
- 斎藤隆
- ジョシュ・ホワイトセル
- トニー・バーネット
- ライアン・ロバーツ
- ランドール・デルガド
- タイラー・スカッグス
- ディディ・グレゴリウス
- キラ・カアイフエ
- クリス・オーウィングス
- ジェイク・ラム
- アンドリュー・チェイフィン
- ジェイミー・ロマック
- ブランドン・ドルーリー
- カイル・ジェンセン